# انور ایبرشیمی
انور ایبرشیمی (آلبانیایی: Enver Ibërshimi؛ زادهٔ ۳۰ نوامبر ۱۹۳۹) بازیکن فوتبال اهل آلبانی بود.
از باشگاه‌هایی که در آن بازی کرده‌است می‌توان به باشگاه فوتبال الباسانی اشاره کرد.
وی همچنین در تیم‌های ملی فوتبال زیر ۲۱ سال آلبانی و آلبانی بازی کرده‌است.